# Anabar (okręg wyborczy)
Anabar jest jednym z ośmiu okręgów wyborczych Nauru. Swoim zasięgiem obejmuje 3 dystrykty: Anabar, Anibare i Ijuw. Z tego okręgu wybiera się 2 członków parlamentu.
Okręg wyborczy Anabar jest największym (jeśli chodzi o powierzchnię) okręgiem wyborczym Nauru.
Obecnymi reprezentantami okręgu Anabar (po wyborach z roku 2013) w Parlamencie Nauru są Riddell Akua i Ludwig Scotty. W przeszłości, okręg ten reprezentowali m.in.:
- Adeang Deireragea[3],
- James Deireragea[4],
- Maein Deireragea[5],
- Agoko Doguape[6],
- David Gadaroa[7],
- Obeira Menke[8].